# ユアエルム
ユアエルムは、千葉県八千代市に本社を置く株式会社ユアエルム京成が運営する鉄道駅前ショッピングセンター。京成電鉄完全子会社であり、京成グループの企業の一つである。京成カード加盟店。

## 沿革
- 1973年（昭和48年）8月27日 - 京成ショッピングセンター開発株式会社として設立。
- 1977年（昭和48年）12月3日- ユアエルムの1号店である八千代台店開店。
- 1989年（平成元年）3月14日 - 青戸店開店[3]。
- 1993年（平成5年）4月1日 - 株式会社ユアエルム京成に商号変更。
- 1997年（平成9年）12月1日 - Mio（千葉店）開店。
- 1999年（平成11年）12月1日 - 成田店開店。
- 2003年（平成15年）7月1日 - 京成不動産株式会社のSC事業・用地賃貸事業の一部を会社分割により承継。7Aスクエア（富里店）・vim（うすい店）開店。
- 2004年（平成16年）4月1日 - 京成興業株式会社のSC営業部門を承継。
- 2009年（平成21年）3月24日- next船橋（船橋店）開店により、店舗数は千葉県と東京都内に7店舗となる。

## 店舗概要
八千代台店、青戸店、成田店以外はそれぞれ独自の名称が付けられている。

### ユアエルム 八千代台店
京成本線 八千代台駅東口前にある。ユアエルム最大級の店舗で、鉄筋コンクリート造3階建て（本館3階建て　新館・駐車場鉄骨8階建て）。駅とは屋根付きのペデストリアンデッキで直結しているため、雨の日でも駅から濡れずに来店することができる。
京成ショッピングセンター開発（現・ユアエルム京成）が開発したショッピングセンターで、1977年（昭和52年）12月にリブレ京成と長崎屋を核店舗として開業。
千葉そごうに対抗して1993年（平成5年）6月15日に増床。
かつてはラオックスも入居していたが、東葉高速鉄道の開業による人の流れの変化や、同線沿線に進出した店舗との競合などで売上が最盛期から半減したため、ラオックスは2009年（平成21年）6月21日、長崎屋は2010年（平成22年）1月17日に閉店。長崎屋などの撤退跡には若者向けなどの店舗を招致して新装開店している。
この他に専門店街、飲食街、併設でフィットネスクラブがある。飲食店街・立体駐車場・フィットネスクラブは新館にある。
2階まで吹き抜けの「時の広場」にはからくり時計が、新館4階エレベーターホールまで吹き抜けの「エルム水族館」（海の広場）には大水槽がある。
営業時間
- 通常　午前10時開店・午後8時閉店（7月と12月は営業時間を1時間延長し、午後9時閉店）
  - ただし、リカーショップを除く1階食品売り場「リブレ京成」は午後11時まで、飲食店街は午前11時から午後10時まで営業。

フロア案内
- 4F - 8F（RF）：立体駐車場
- 5F：フィットネスクラブ（受付階）・駐車場
- 4F：岡三證券・エルムサロン・ゲームセンター・グリーンランド・ちびっこプール（夏期のみ）・屋上駐車場
- 3F：ノジマ・書店・文房具店・キャラクター雑貨・生活雑貨・新星堂・飲食街・チャイルドランド・ベビーランド・ファーストフード・携帯ショップ・駅連絡口・多目的トイレ
- 2F：専門店・八千代台ユアエルム郵便局・駅連絡口
- 1F：リブレ京成（食料品、リカーショップ）・千葉銀行八千代支店・銘店街・ベーカリー・靴・化粧品・医薬品・合鍵・花屋・喫茶・エルム水族館・時の広場・インフォメーション・有料駐輪場
- B1F：地下駐輪場

イベント会場
休日などは、屋上駐車場（本館4階）の一部が、特設イベント会場になる。また、屋上駐車場には、グリーンランドという簡易屋根つきのイベントスペースもある。
基本的に、月に一度は何かしらのイベントが開催されており、近年は時の広場での歌のキャンペーンが多い。
ゴールデンウィークや夏・冬休みなどは子供ショー、ゴールデンウィークと11月初旬にはbayfmの公開放送イベントを行っている。
以前は2カ月おきにお笑いライブを開催していたが、ここ数年はやっていない模様。

### ユアエルム 青戸店
京成本線・押上線　青砥駅の高架下にある。1989年3月14日 開店。7つの街区に分かれている。
かつてはラオックスが入居していたが、2009年6月21日に閉店した。
八千代店同様に著名人のトークショーを行ったこともある。

### ユアエルム 成田店
京成本線  公津の杜駅前にある。

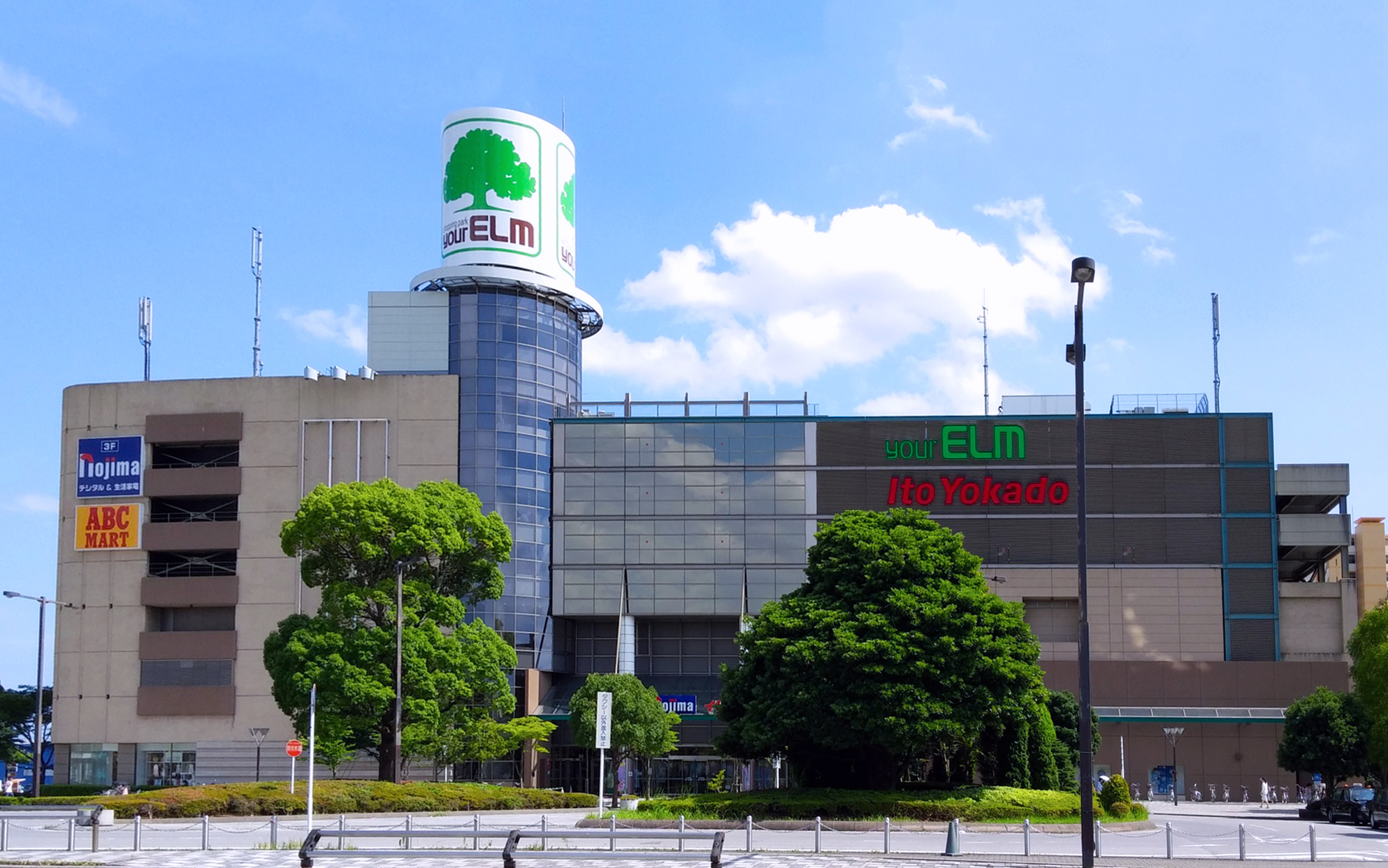
ユアエルム成田店

1999年（平成11年）12月1日に開業し、核テナントはイトーヨーカドー。当初は、核テナントとしてそごうが入店する予定だったが、経営不振により出店申請を取り下げた。
2005年11月にリニューアルオープン。
開店時から核テナントの一つとしてラオックスが入居していたが、2009年7月26日を以って閉店、ラオックス直営として最後の郊外店舗であった。その後跡地にノジマが2011年2月26日に入店。その他、ディズニーストアーは2010年3月31日を以って閉店した。
イトーヨーカドーも2020年1月13日に閉店。2020年6月のリニューアルオープンにより、B1Fのイトーヨーカドー食品売り場跡に食品スーパーの ロピア、2Fの家庭用品売り場跡に北海道のインテリア・家具店「スイデコ」が出店した。
週末はさまざまなイベントが行われ、『紅白歌合戦』出場歌手など有名人の歌謡ショー、トークショーがある日には早い時間から席取り合戦が繰り広げられている。
フロア案内
- 7F (RF):立体駐車場
- 4F - 6F：立体駐車場(車イス専用駐車場有)
- 3F：ノジマ、ザ・ダイソー、メガネハット、美容室、 はんこ、テクモピア（ゲームセンター）、カルチャープラザ、パソコン教室
- 2F：婦人衣服店、雑貨、ヤマハ音楽教室、スイデコ
- 1F：婦人衣服店、ABCマート、宝飾、ソフトバンク、時計、サイゼリヤ、京成トラベル、京成不動産、くまざわ書店、西松屋、パシオス、ATMコーナー
- B1F：ロピア、フードコート、カフェ、ココカラファイン、宝くじ売り場、整骨院、理容室

### ユアエルム 千葉店Mio

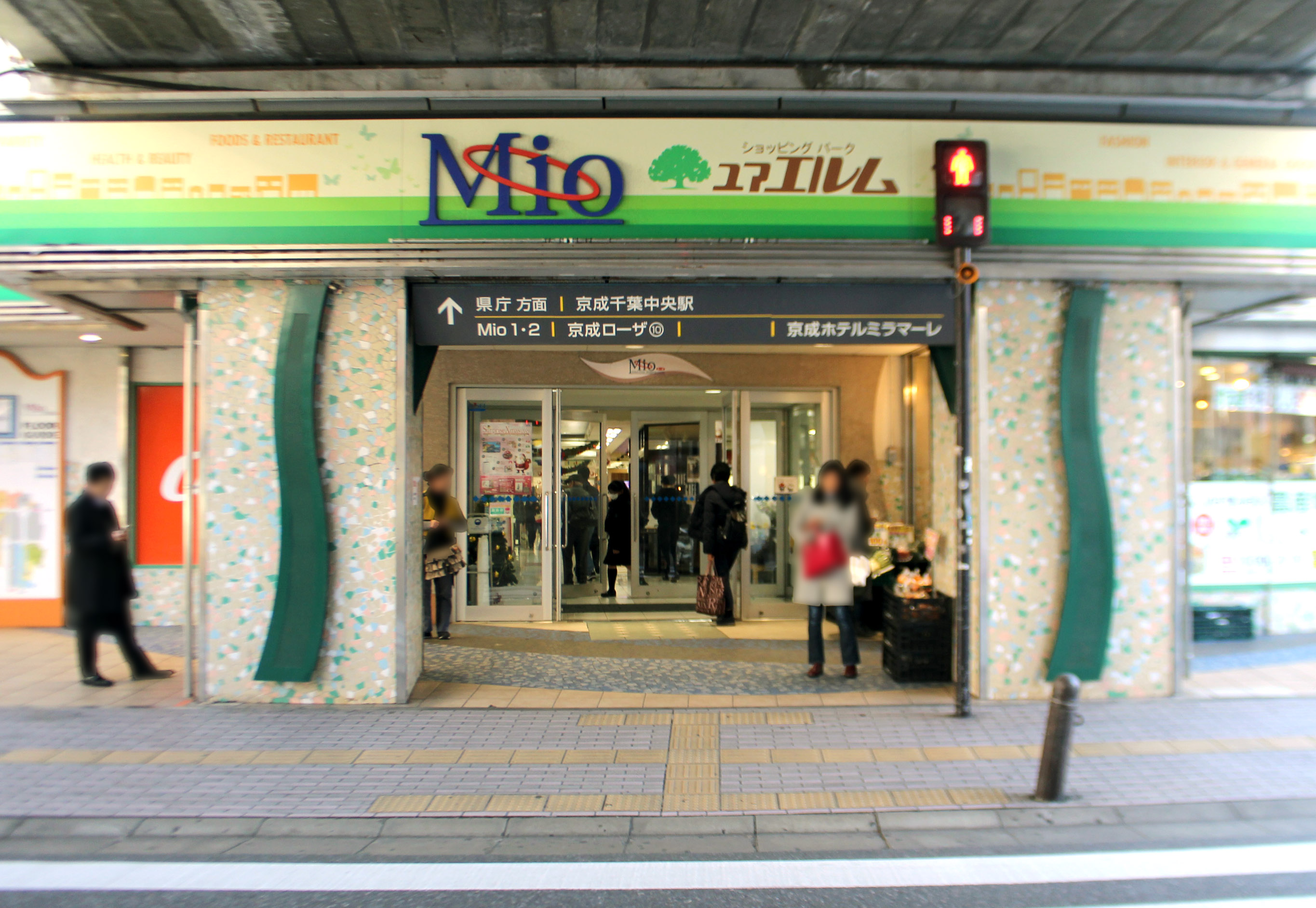
千葉中央駅の駅ビル Mio

京成千葉線・千原線 千葉中央駅の駅ビル。「Mio」と、京成ホテルミラマーレ1・2階部分の「Mio2」からなる。
高架下部分は、以前はリブレ京成千葉店・専門店街であったが、リブレ京成閉店後リニューアルの第一段階、ミラマーレオープンの第二段階を経て現在の形となる。シネマコンプレックスの京成ローザ10が入居している。
2021年10月に京成千葉中央ビル開業に合わせ全面リニューアルを行った。新規でリブレ京成が復活するという形で開業した。

### ViM（うすい店）
京成本線 京成臼井駅の駅ビル。ファミリーマート、ココカラファイン、ザ・ダイソーが入居する。

### 7Aスクエア（富里店）
他の施設と異なり、駅ビルではなく郊外型ショッピングモールの形態となっている。
東関東自動車道富里IC近く。駅からは離れており、最寄り駅はユアエルム成田店がある公津の杜駅である。
テナントはABCマートとザ・ダイソーを中心に約10店舗。

### next 船橋店
京成本線京成船橋駅の駅ビル。2009年3月24日にグランドオープン。施設名にユアエルムという文字は含まれていない。
レストランやフード、ファッション雑貨などの専門店が入居している。

## ギャラリー

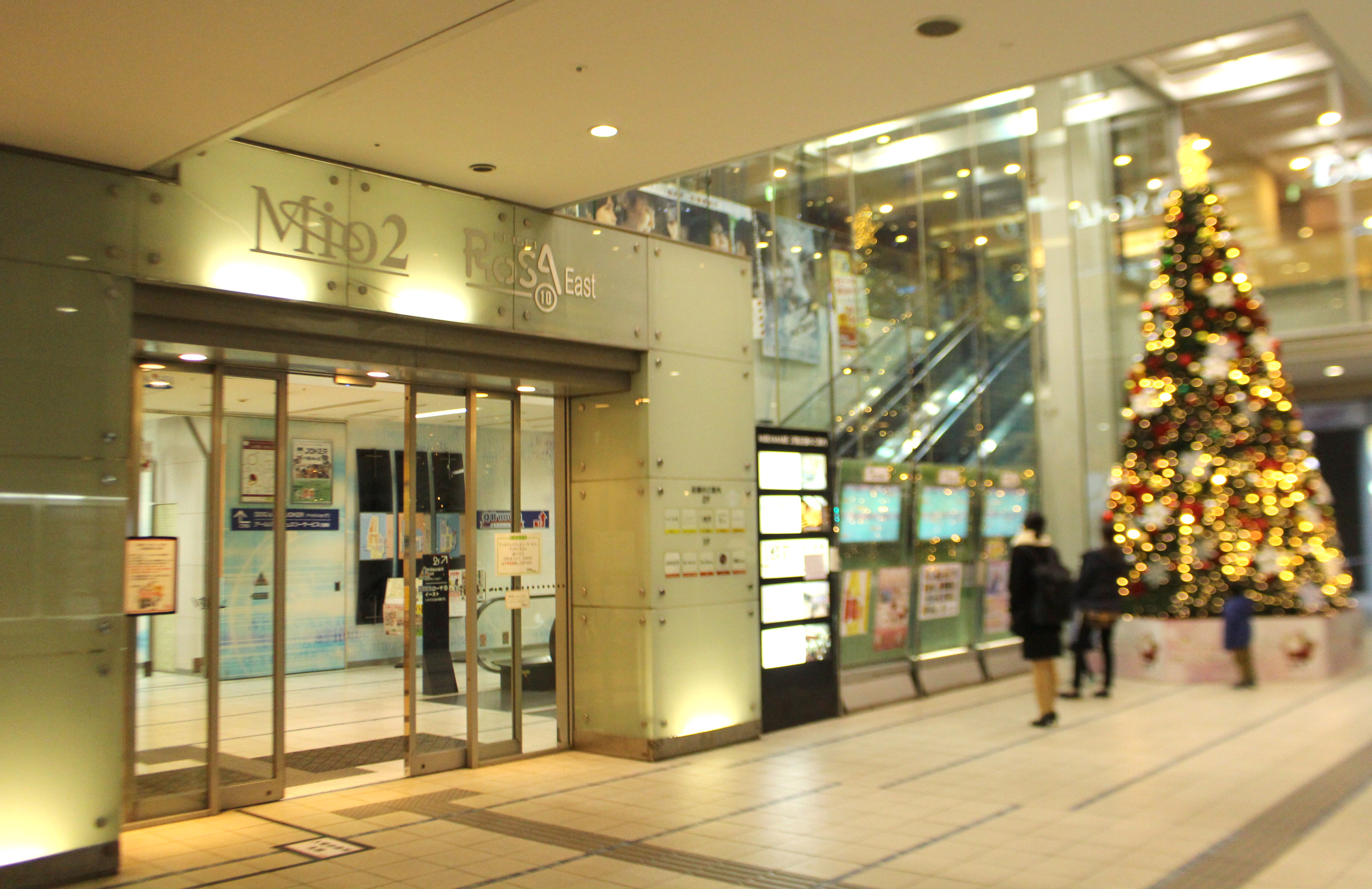
千葉中央駅の駅ビル Mio2
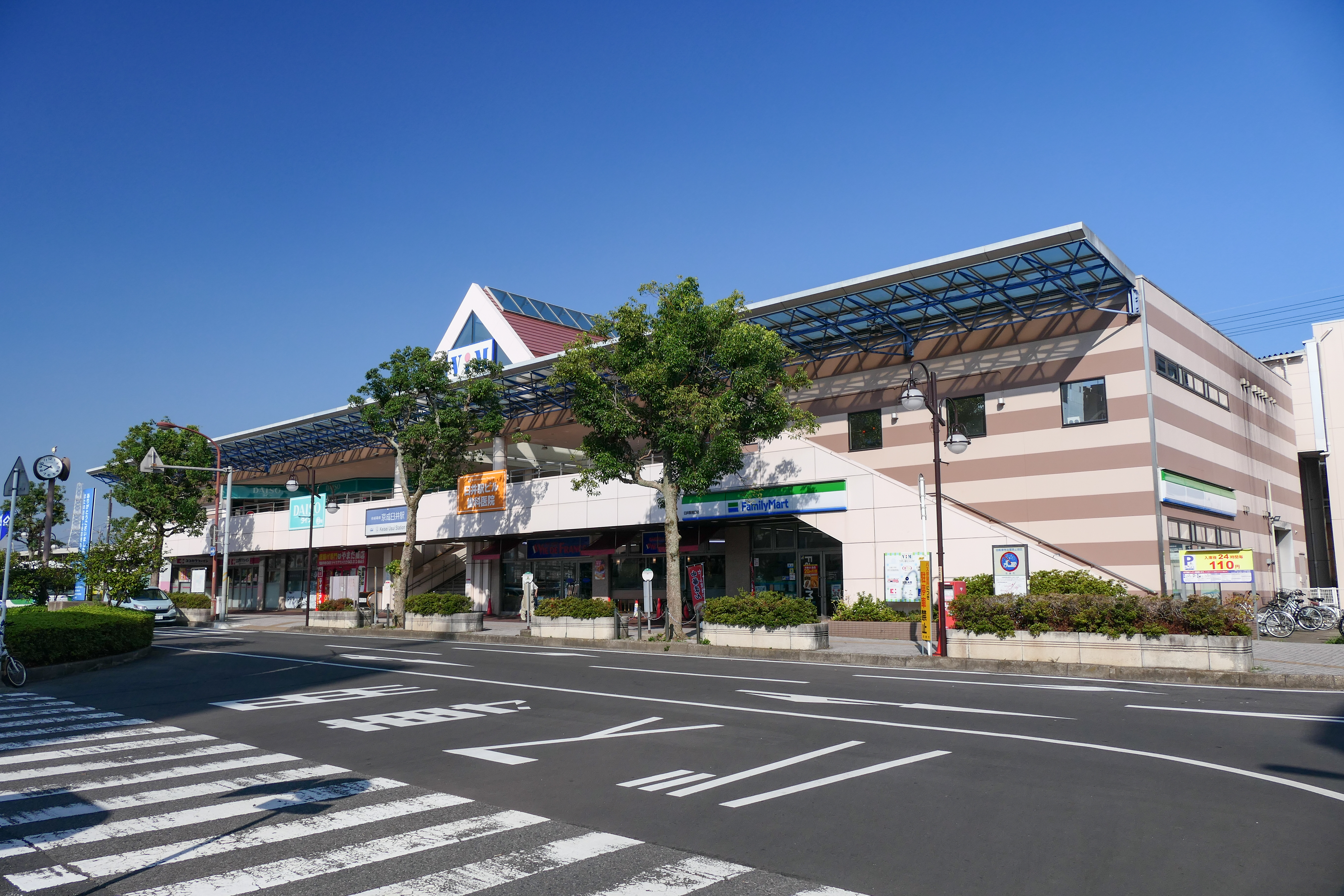
京成臼井駅の駅ビル ViM
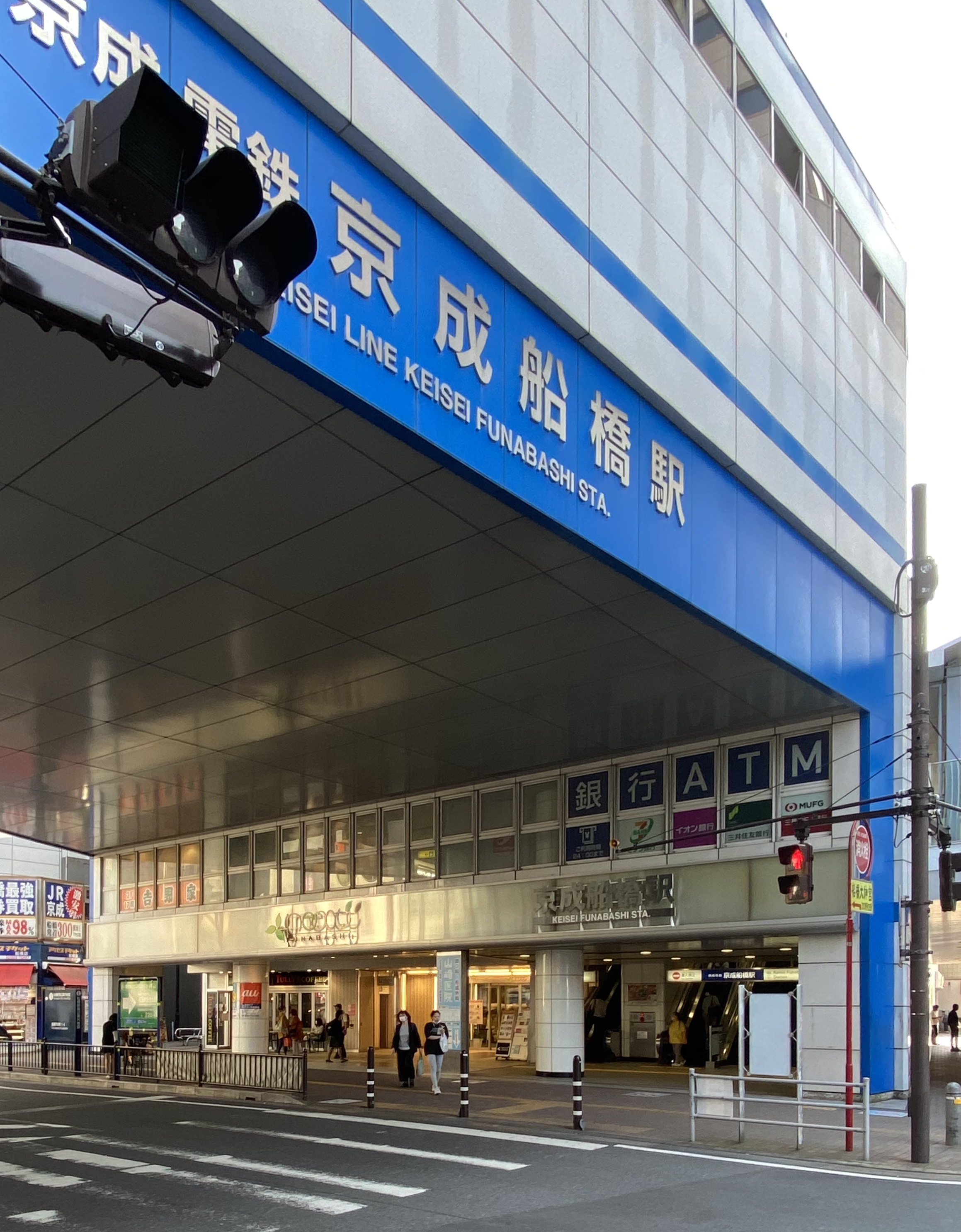
京成船橋駅と直結するネクスト船橋